# Audan Maghschan Schumabajew
Der Audan Maghschan Schumabajew (kasachisch Мағжан Жұмабаев ауданы Mağjan Jūmabaev audany, russisch Район Магжана Жумабаева Rajon Magschana Schumabajewa) ist ein Bezirk im Gebiet Nordkasachstan in Kasachstan.

## Geografie
Der Audan Maghschan Schumabajew befindet sich in Nordkasachstan, er ist der nördlichste Bezirk des Landes. Er grenzt im Norden an die Oblast Tjumen und die Oblast Omsk in Russland. Im Osten grenzt er an den Audan Aqschar, im Süden an den Audan Tajynscha und im Westen an den Audan Aqqaiyng und den Audan Qysylschar.

## Bevölkerung
Bei der Volkszählung 1999 hatte der Audan Maghschan Schumabajew 49.679 Einwohner. Die Volkszählung 2009 ergab für den Bezirk eine Einwohnerzahl von 36.924. Bei der letzten Volkszählung 2021 lebten 28.505 Menschen im Audan Maghschan Schumabajew. Die Fortschreibung der Bevölkerungszahl ergab zum 1. Januar 2025 eine Einwohnerzahl von 26.293.
| Einwohnerentwicklung               | Einwohnerentwicklung | Einwohnerentwicklung | Einwohnerentwicklung | Einwohnerentwicklung | Einwohnerentwicklung | Einwohnerentwicklung | Einwohnerentwicklung |
| 1939                               | 1959                 | 1970                 | 1979                 | 1989                 | 1999                 | 2009                 | 2021                 |
| ---------------------------------- | -------------------- | -------------------- | -------------------- | -------------------- | -------------------- | -------------------- | -------------------- |
| 45.494                             | 46.568               | 51.475               | 45.105               | 40.839               | 49.679               | 36.924               | 28.505               |
| Anmerkung: Volkszählungsergebnisse |                      |                      |                      |                      |                      |                      |                      |

## Verwaltungsgliederung
Der Audan Maghschan Schumabajew ist in 18 ländliche Bezirke (kasachisch Ауылдық округ Auyldyq okrug; russisch Сельский округ Selski okrug) gegliedert (Stand: 2021).
| Ländlicher Bezirk | Einwohner | Einwohner | Orte                                                                      |
| Ländlicher Bezirk | 2009      | 2021      | Orte                                                                      |
| ----------------- | --------- | --------- | ------------------------------------------------------------------------- |
| Altyn Dän         | 2652      | 1629      | Pridoroschnoje, Sowetskoje                                                |
| Aqqajyng          | 1432      | 838       | Chleborob, Gawrino, Mitschurino, Oktjabrskoje, Sarosloje, Suworowka       |
| Awangard          | 1277      | 864       | Dostyq, Poltawka, Roschtschino                                            |
| Bäiterek          | 1422      | 1086      | Bäiterek, Bereke, Nowotroizkoje, Rjawkino                                 |
| Bastomar          | 1540      | 989       | Bastomar, Jekaterinowka, Wesselowka, Pissarew                             |
| Bulajew           | 9086      | 9175      | Bulajew, Medweschka                                                       |
| Konjuchow         | 770       | 449       | Baraschki, Kamyschlowo, Konjuchowo, Kulomsino                             |
| Lebjaschje        | 979       | 645       | Lebjaschje, Quralai                                                       |
| Maghschan         | 660       | 410       | Sarytomar, Schastar                                                       |
| Molodaja Gwardija | 1521      | 682       | Molodogwardeiskoje, Solotoniw                                             |
| Noghaibai Bi      | 2719      | 1575      | Binasch, Düisseke, Jeremejewka, Nadeschka, Noghaibai, Qaraghandy          |
| Poludin           | 1908      | 1499      | Gankino, Gankino, Poludino, Skworzowka                                    |
| Qaraqogha         | 2501      | 2073      | Obrasez, Qaraqogha, Tschistoje                                            |
| Taman             | 1376      | 846       | Maibalyq, Pulemetowka, Seifolla, Taman                                    |
| Tschistow         | 1980      | 1341      | Proletarka, Telman, Tischtschenko, Tschistowskoje, Ukrainka, Uroschainoje |
| Uspen             | 957       | 628       | Qosköl, Sulyschoq, Uspenka, Uwakowskoje                                   |
| Usynköl           | 960       | 730       | Qosköl, Schangdaq, Usynköl                                                |
| Woswyschen        | 3184      | 2228      | Alexandrowka, Alua, Isobilnoje, Malaja Woswyschenka, Woswyschenka         |